# لی شیائوشو
لی شیائوشو (انگلیسی: Li Xiaoxu؛ زادهٔ ۵ ژوئن ۱۹۹۰) بازیکن بسکتبال اهل چین است.
وی در مسابقات کشوری و بین‌المللی در مجموع برندهٔ ۱ مدال طلا، ۱ مدال نقره شده‌است.